# Десублео, Микеле
Микеле ДЖесублео, или Микеле Фламандский (нидерл. Michele Desubleo,  Michel Desoubleay; 1601, Мобёж — 1676, Парма) — фламандский живописец стиля барокко, долгие годы работавший в Италии. 

## Жизнь и творчество
Первоначально в своём творчестве находился под сильным влдиянием своего старшего брата, также художника, Николаса Десублео Старшего. Позднее был учеником фламандского живописца Абрахама Янсенса. С 1624 года документально подтверждено, что Микеле Десублео живёт и работает в Риме. В Италии, благодаря проявившемуся художественному дарованию, а также связям старшего брата, с работами Микеле знакомятся богатые клиенты и заказчики-меценаты, в том числе Винченцо Джустиниани. В 1ё630 - е годы художник живёт и работает в Болонье, в мастерской Гвидо Рени - вместе с такими мастерами, как Симоне Кантарини и Жан Буланже. В биографии, составленной Карло Чезаре Мальвазия, Десублео характеризуется как «первостепенный  болонский живописец», однако позднее его творчество утратило своё значение. Среди его картин, написанных в этот период, следует назвать «Венеру, оплакивающую Адониса» (ныне в Национальной пинакотеке в Болонье) и «Святое семейство и ангел» для церкви Санта-Мария, Болонья. Длительное время мастер также работал в Венеции и прилегающем к ней регионе, где написал ряд картин религиозного содержания (напр. «Призвание сыновей Зебедеевых», «Просвещение Христа» для церквей Сан-Джакомо в Монселиче и Сан-Захария в Венеции). После 1665 года Десублео живёт в Парме. Здесь он также пишет ряд выдающихся полотен, в том числе алтарную картину с Мадонной и святыми для городского собора. Художник написал также много полотен для частных лиц, работая по заказам коллекционеров живописи.
Одна из известных работ Десублео, «Мадонна дель Кармине с ребёнком и ангелами», написанная им для церковного  алтаря Залы дель Кармине и считавшаяся утраченной во время Второй мировой войны, была обнаружена в 2010 году в запасниках Пинакотеки в Болонье и после реставрационных работ была вновь выставлена для обозрения. Полотна Микеле Десублео сегодня можно увидеть в наиболее известных музеях Италии - в пинакотеках Сиены, Болоньи, галерее Уффици во Флоренции, а также в картинных галереях Европы, от Люксембурга до Кишинёва.

## Галерея

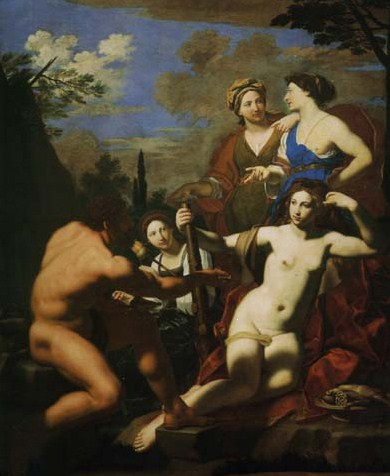
«Геркулес и Омфала»
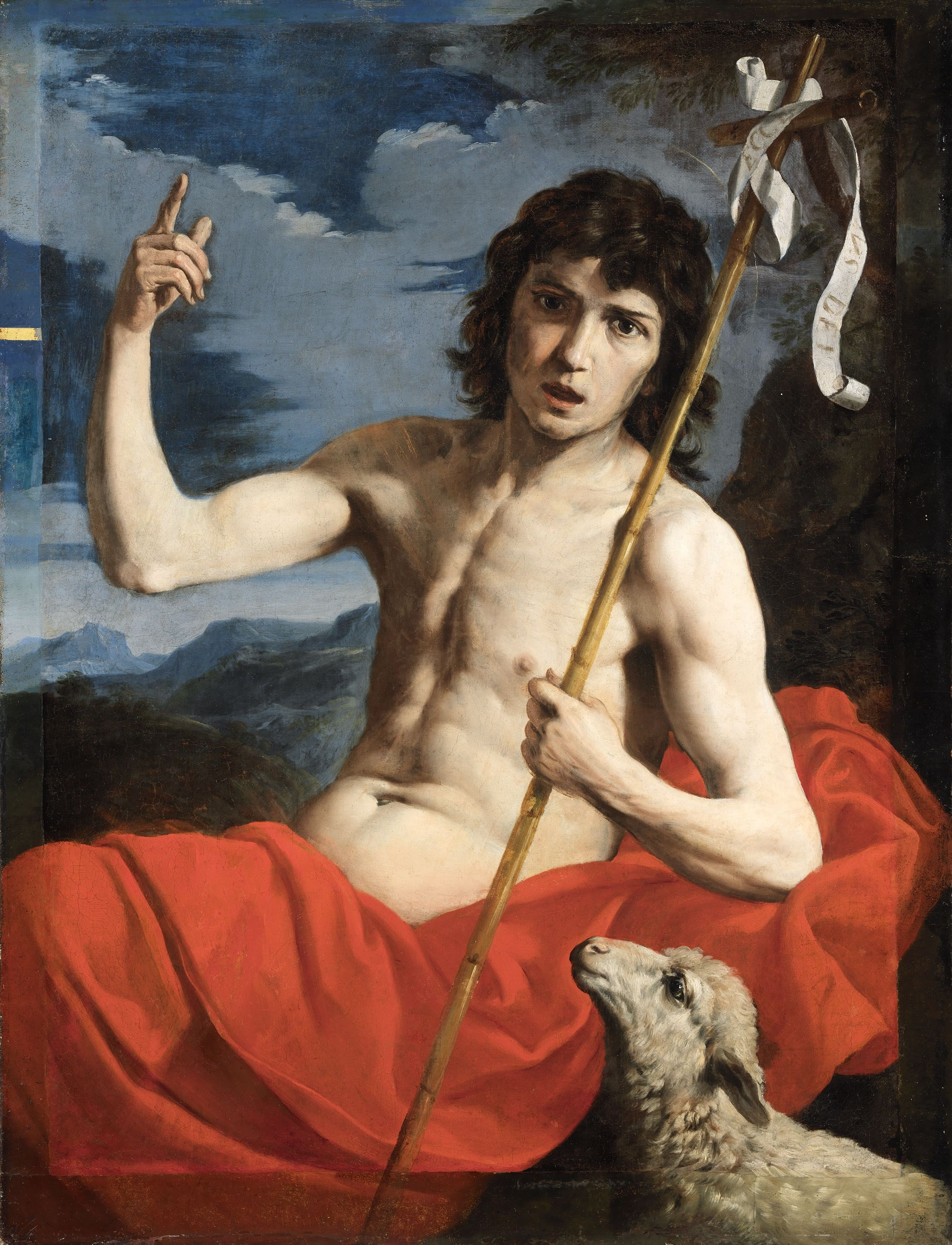
«Святой Иоанн Креститель»
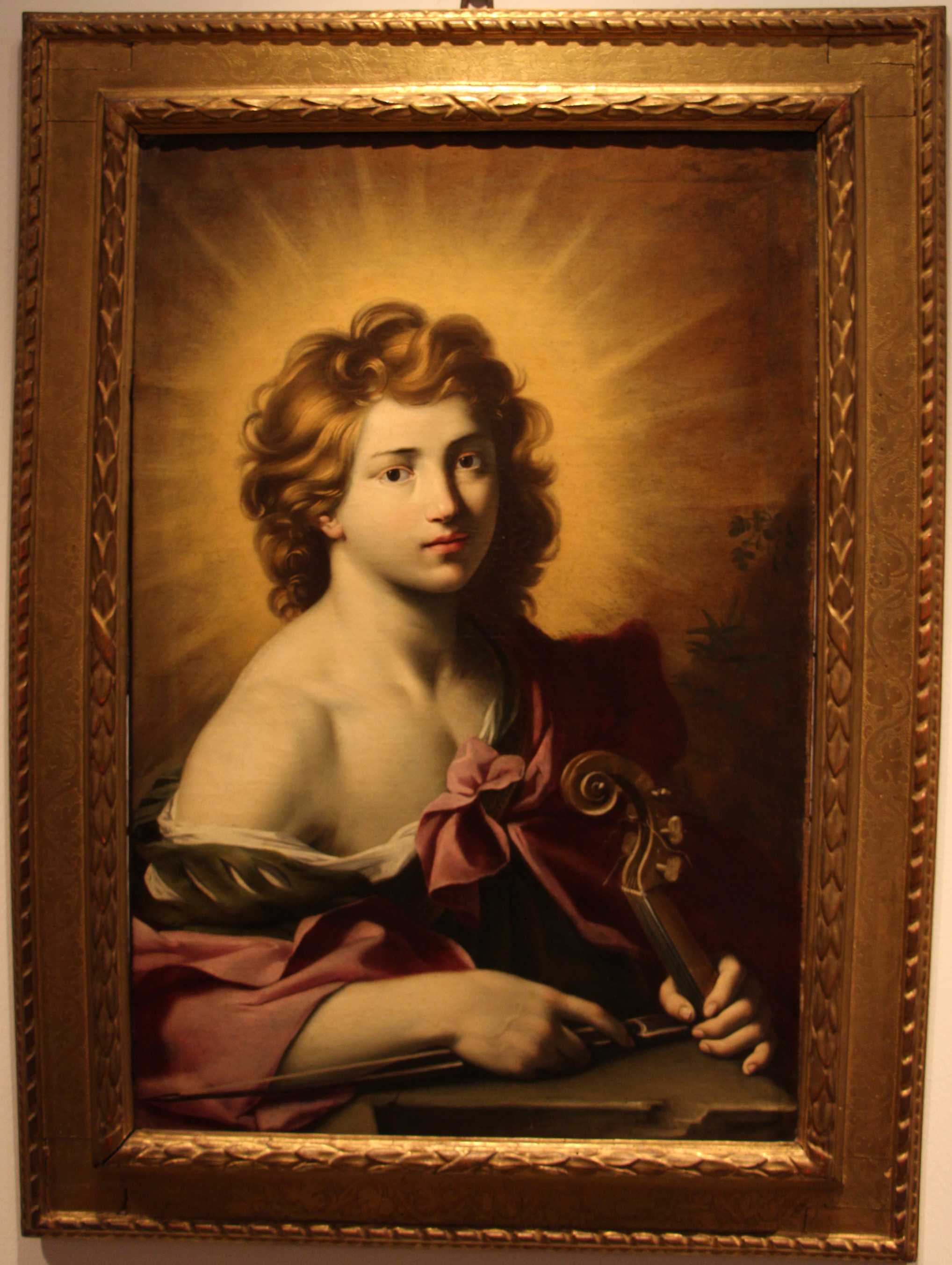
«Аполлон» (1630-1640 г.г.)
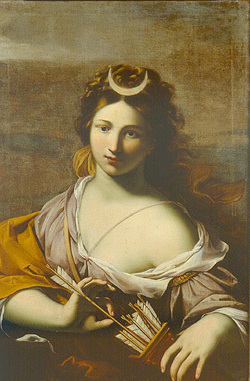
«Диана»
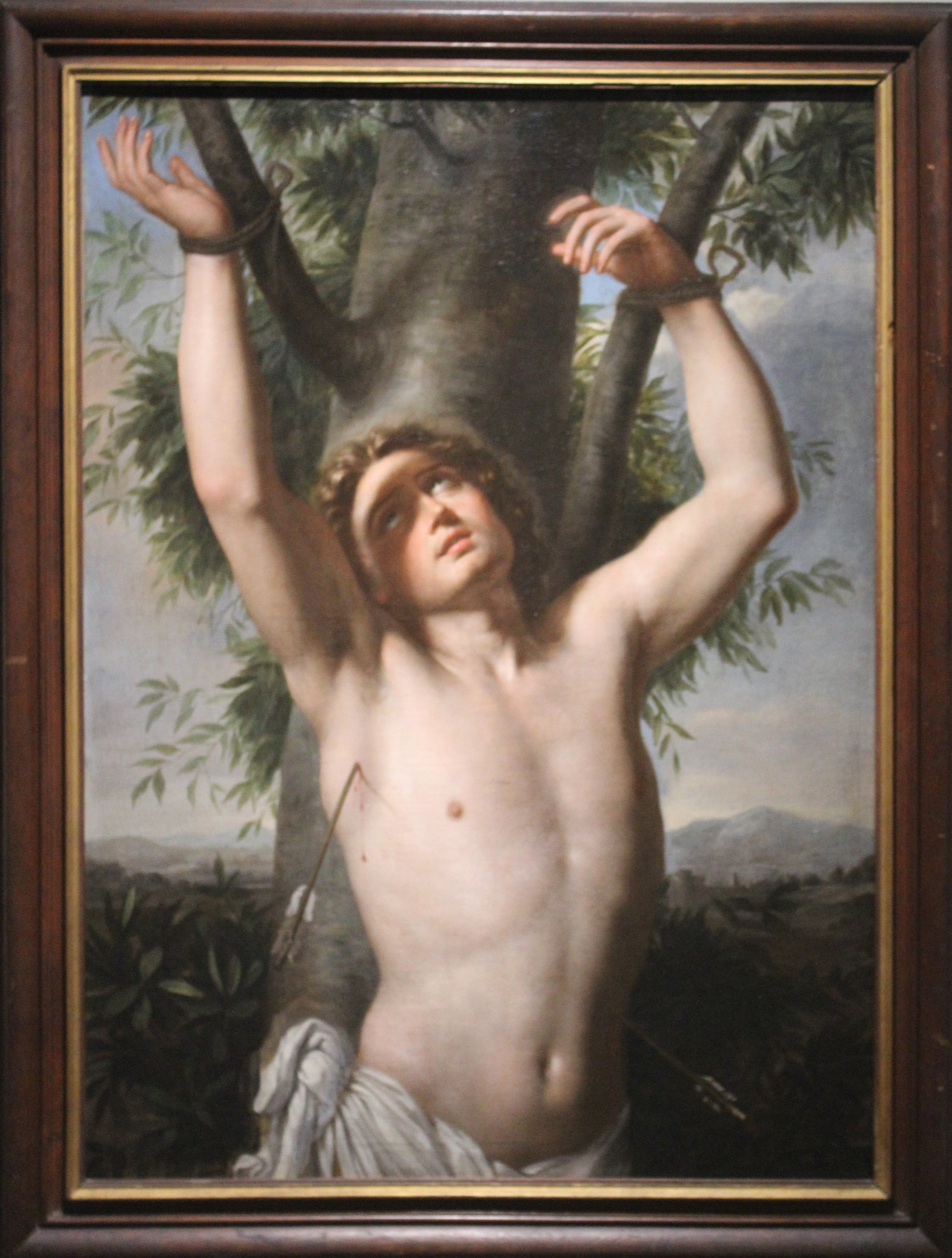
«Св. Себастьян»